# Los Andes
Los Andes – miasto chilijskie w regionie Valparaíso. Miasto założone zostało 31 lipca 1791 roku i liczy obecnie około 60 tys. mieszkańców.
Miasto jest siedzibą klubu piłkarskiego Trasandino.